# 拉辛路

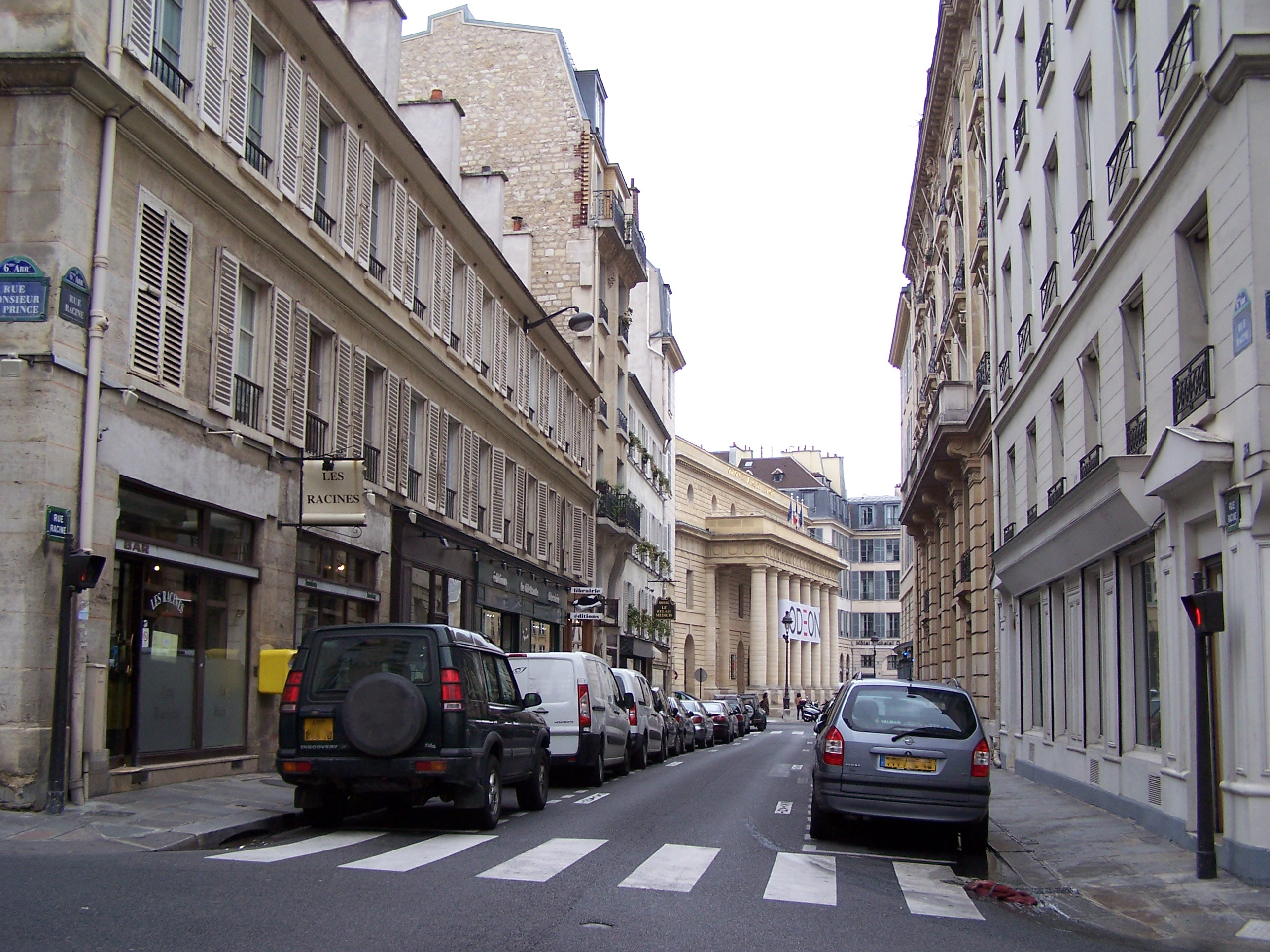

拉辛路（Rue Racine）是巴黎第六区的一条街道，东西走向，东起圣米歇尔大道（Boulevard Saint-Michel）30号及医学院路（Rue de l'École-de-Médecine）1号，西止于奥德翁广场（Place de l'Odéon）3号。长234米，宽9.75米。
拉辛路附近的地铁站是奥德昂站（Odéon，4、10号线）。

## 名称
拉辛路得名于剧作家让·拉辛 (1639-1699)。

## 历史
拉辛路开辟于1780年，命名于1835年。

## 建筑
- 2号
- 3号，1995年列为法国历史遗迹[2]
- 5号
- 11号
- 15号
- 19号
- 21号
- 26号[3]
- 奥德翁剧院

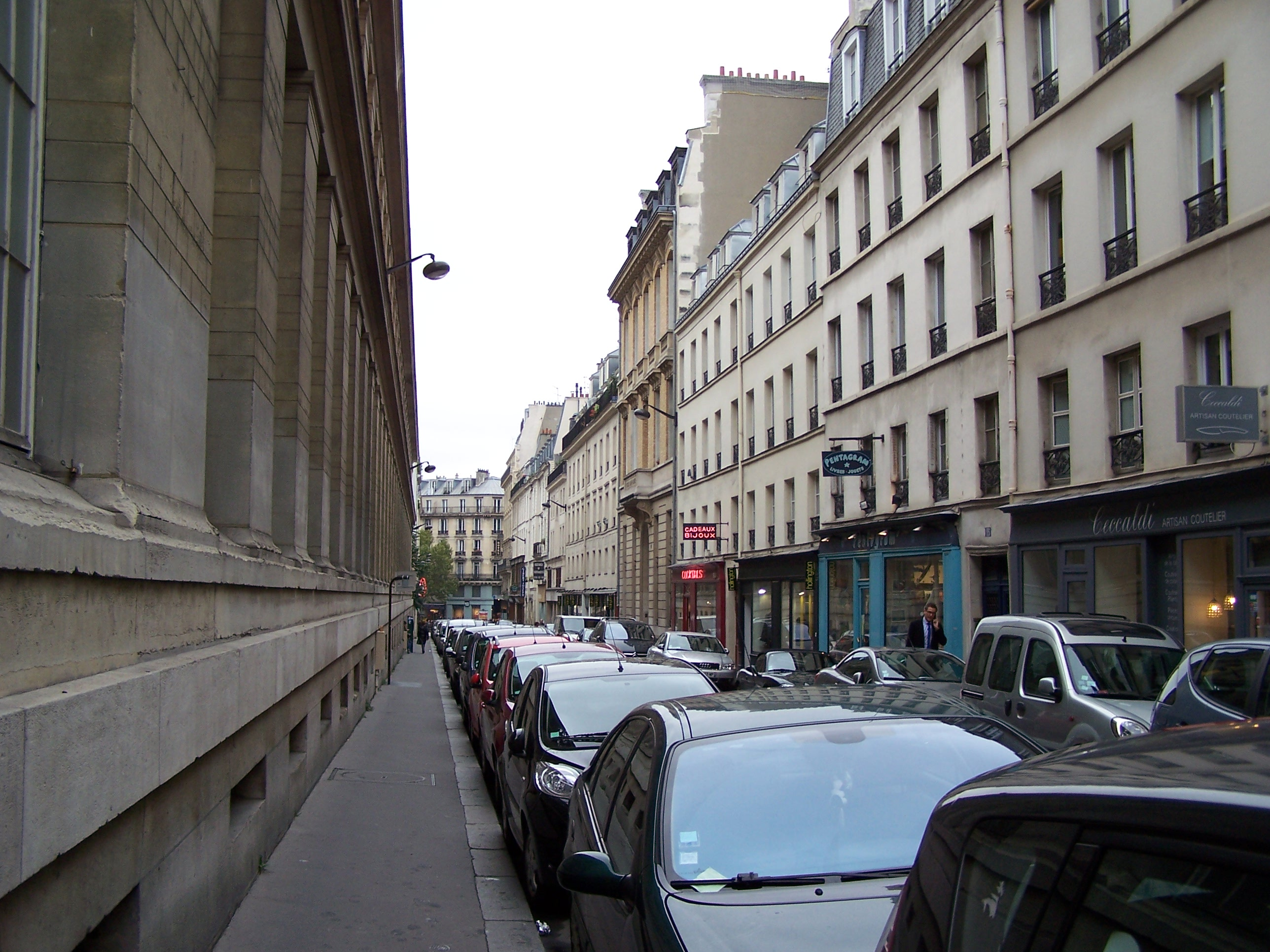
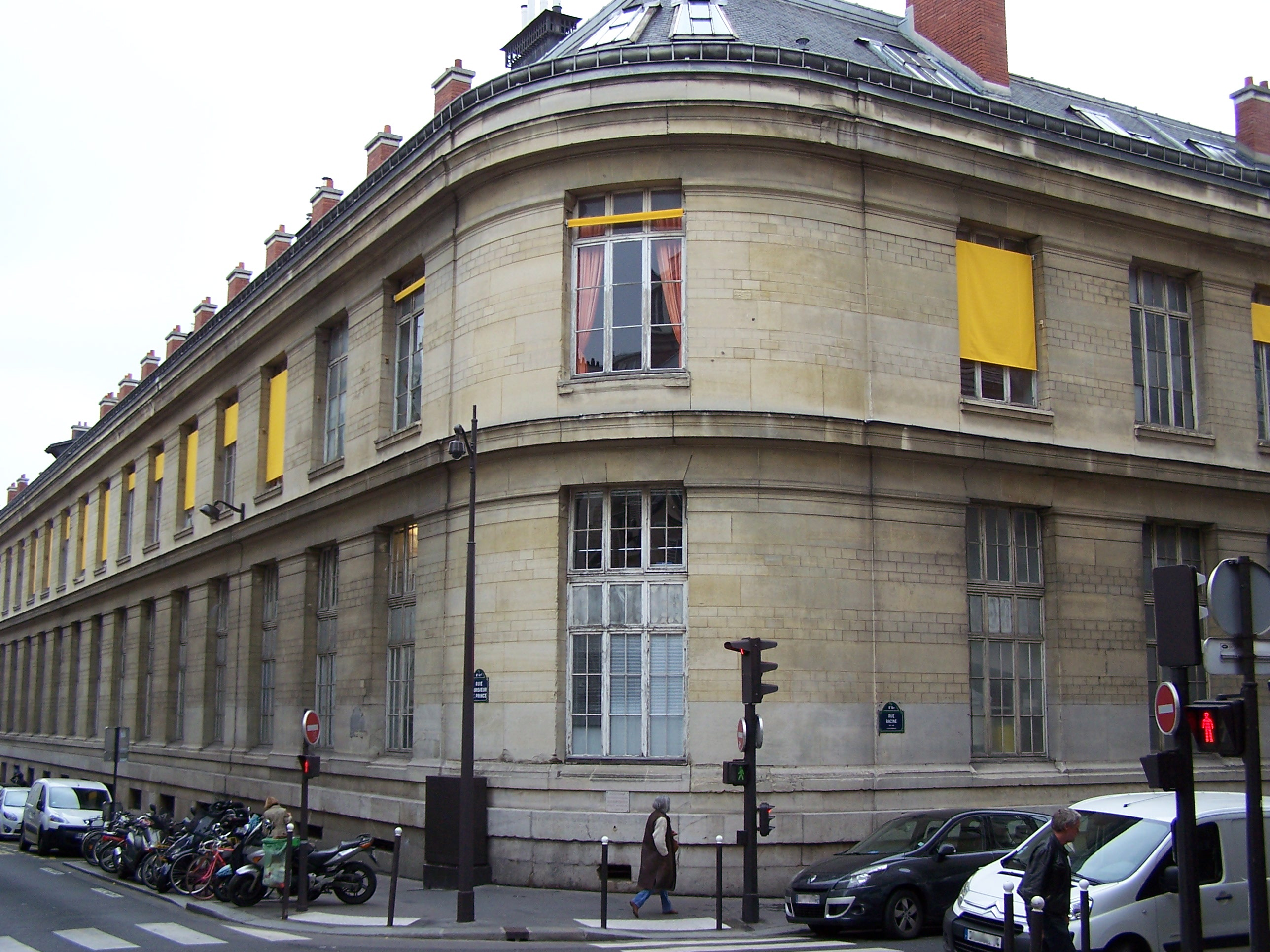
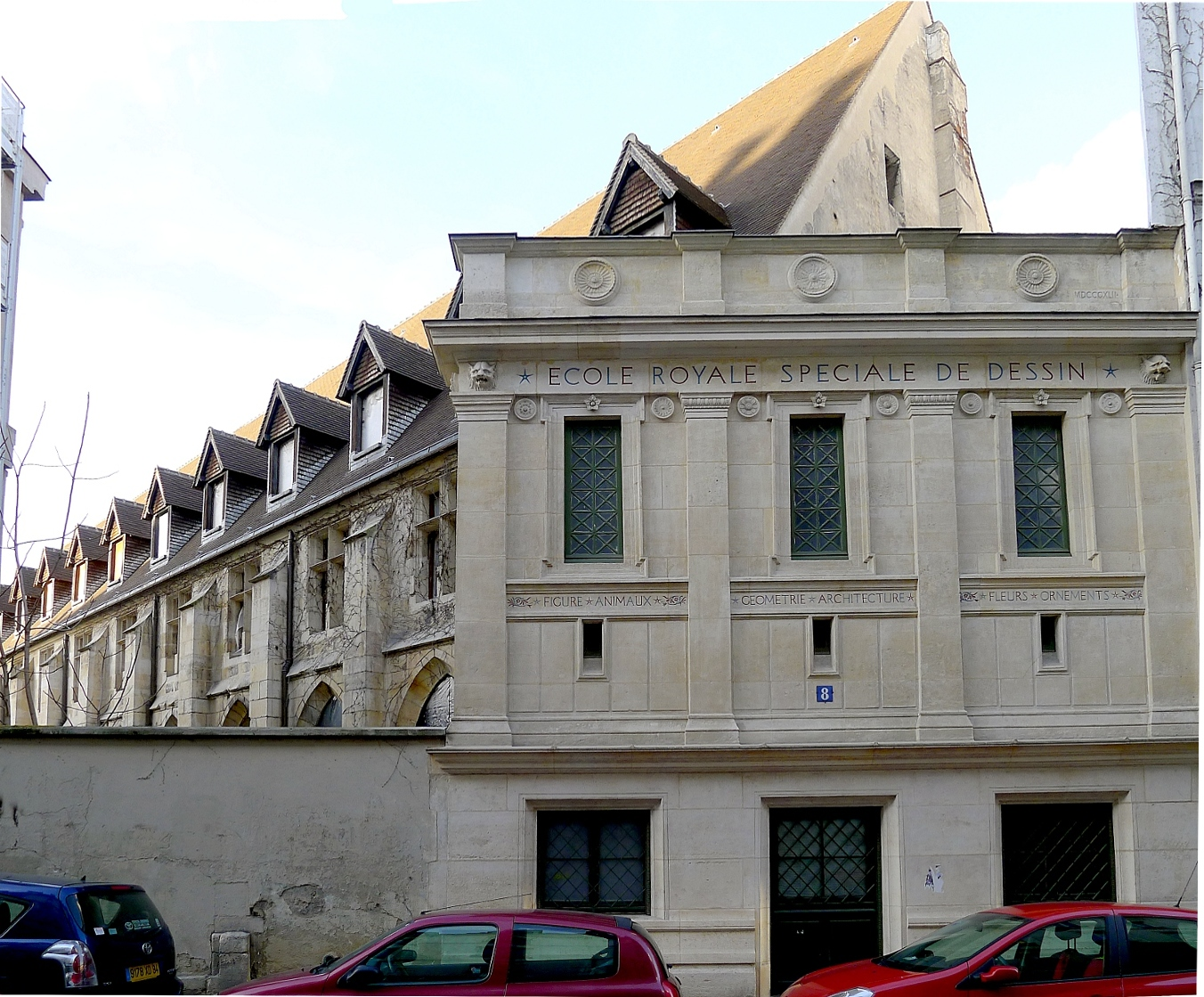
8号
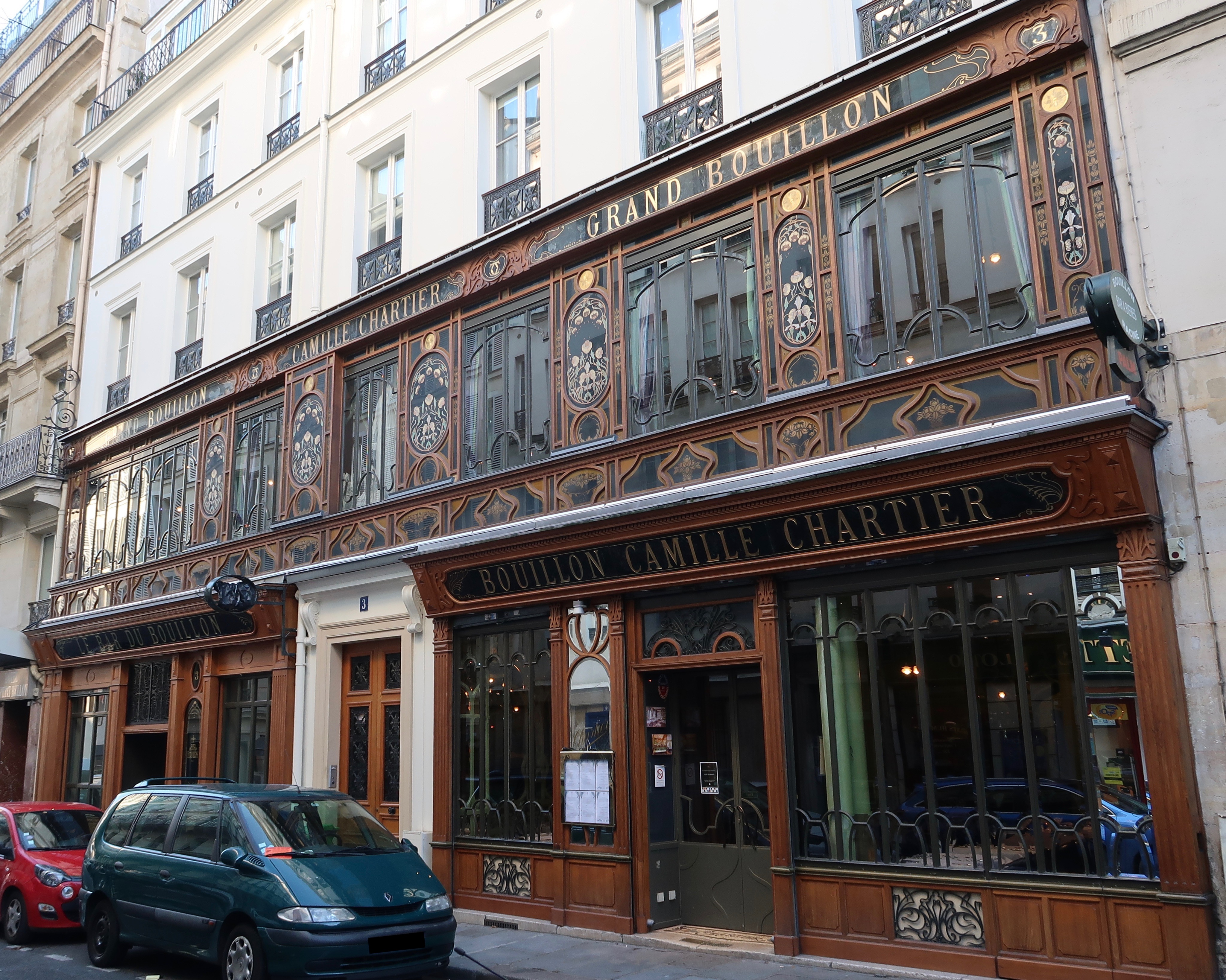
3号
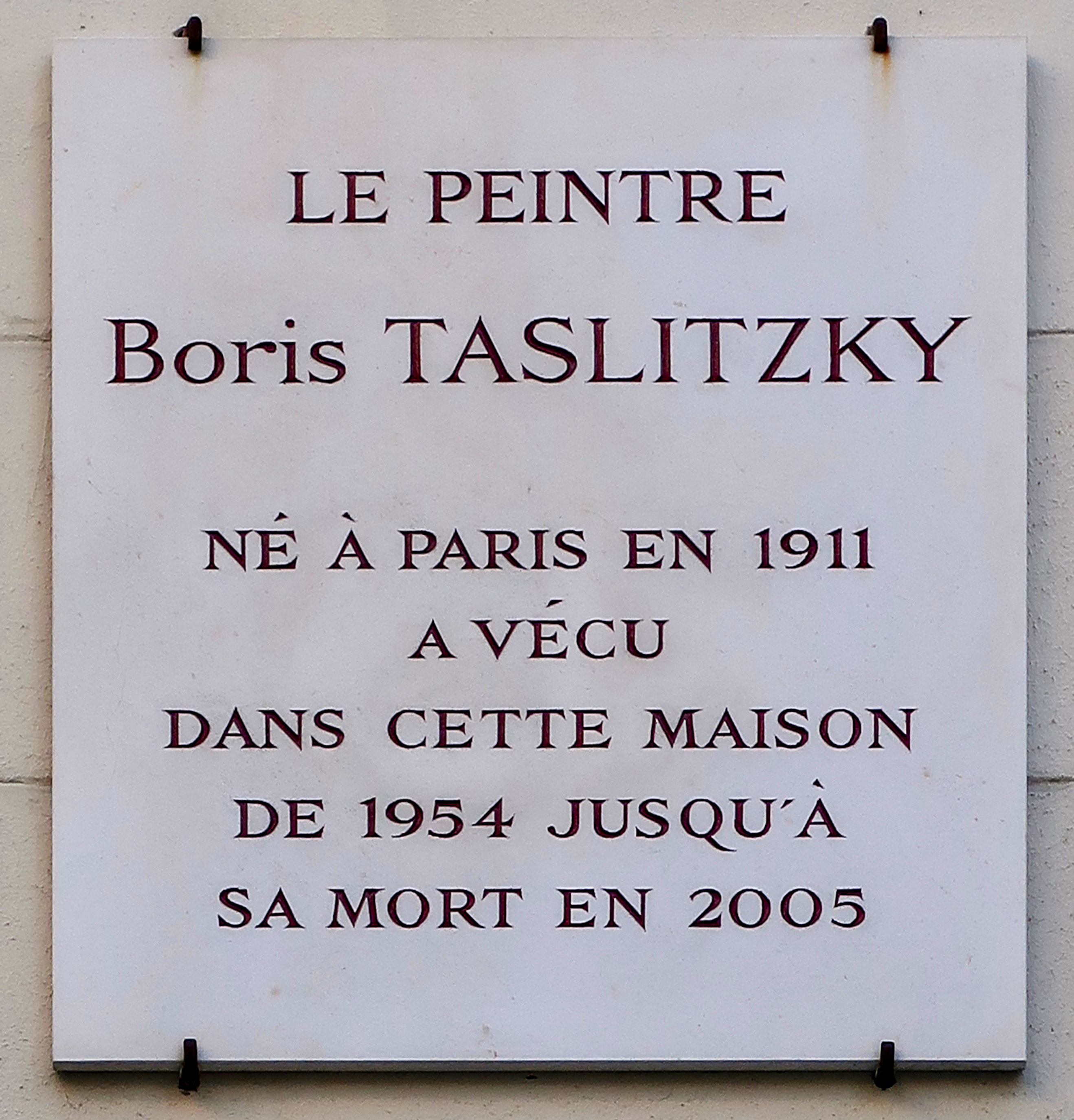
5号
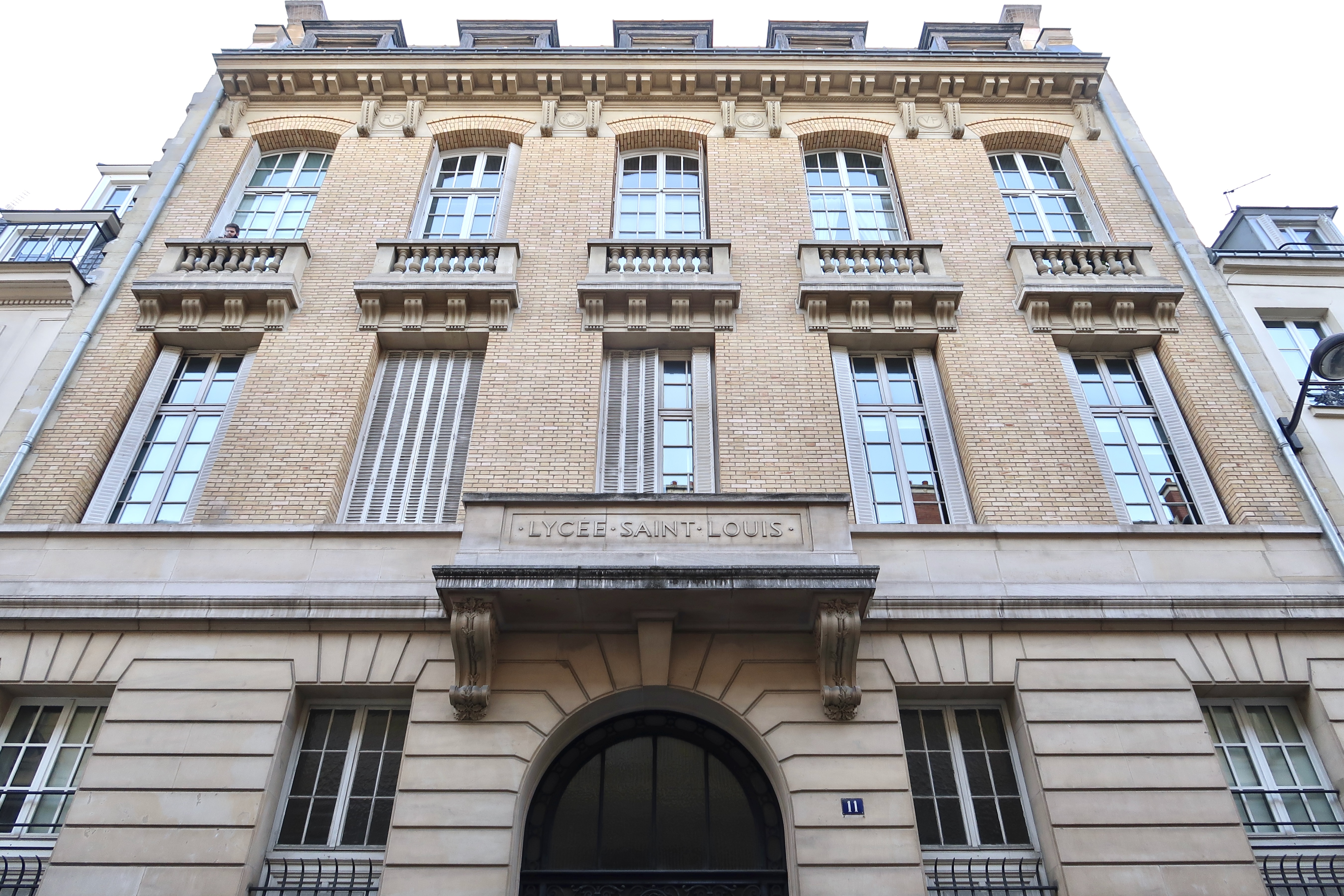
lycée Saint-Louis
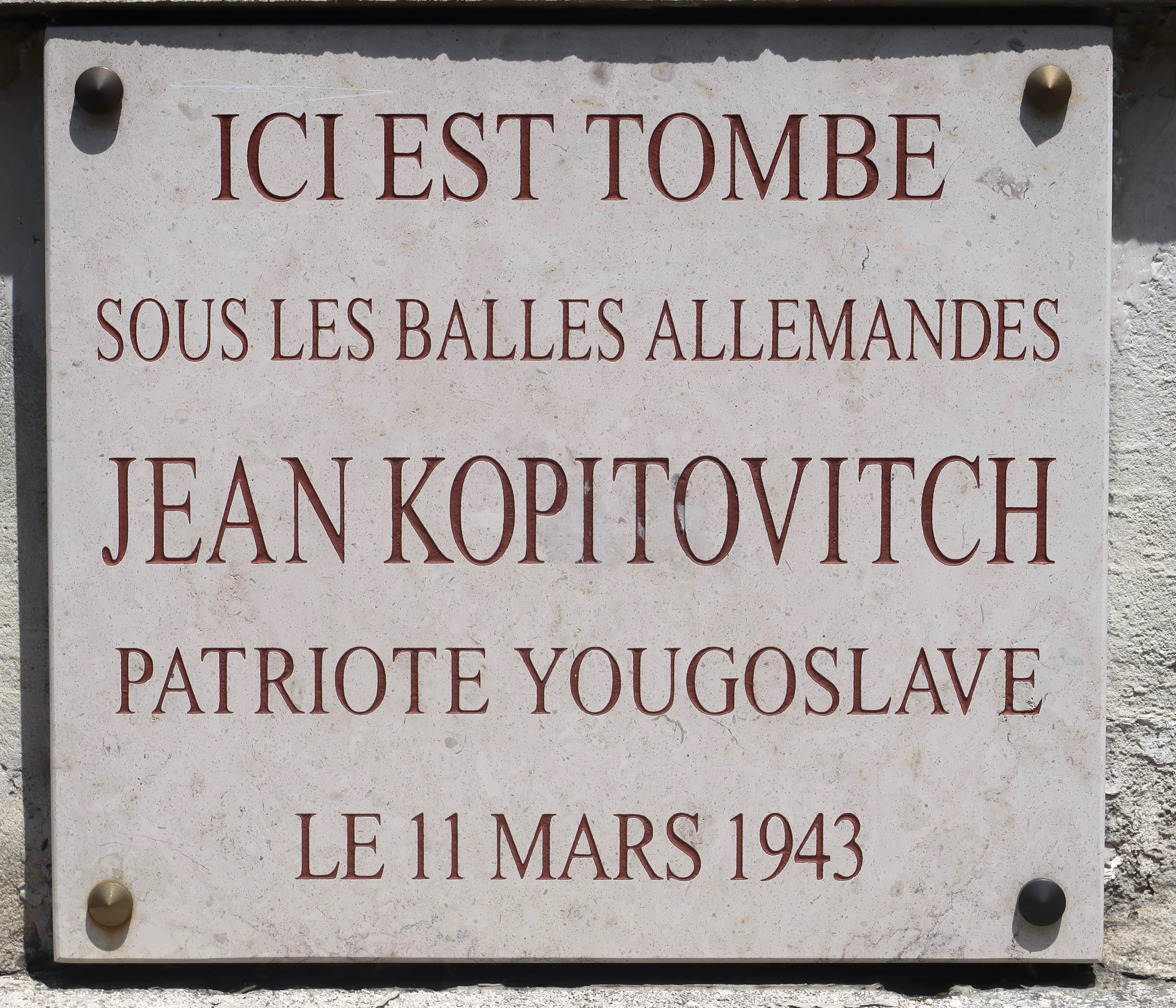
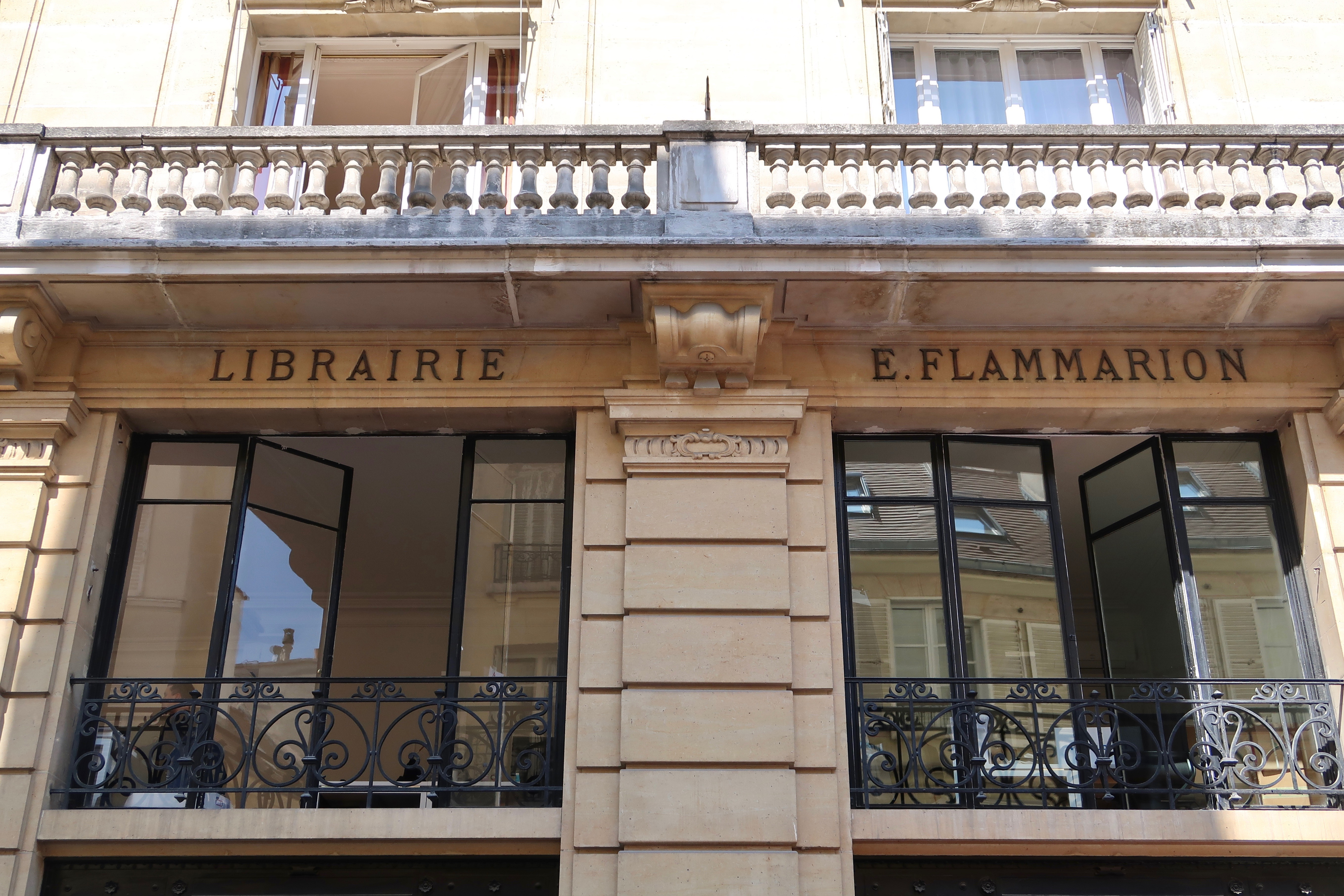
26号
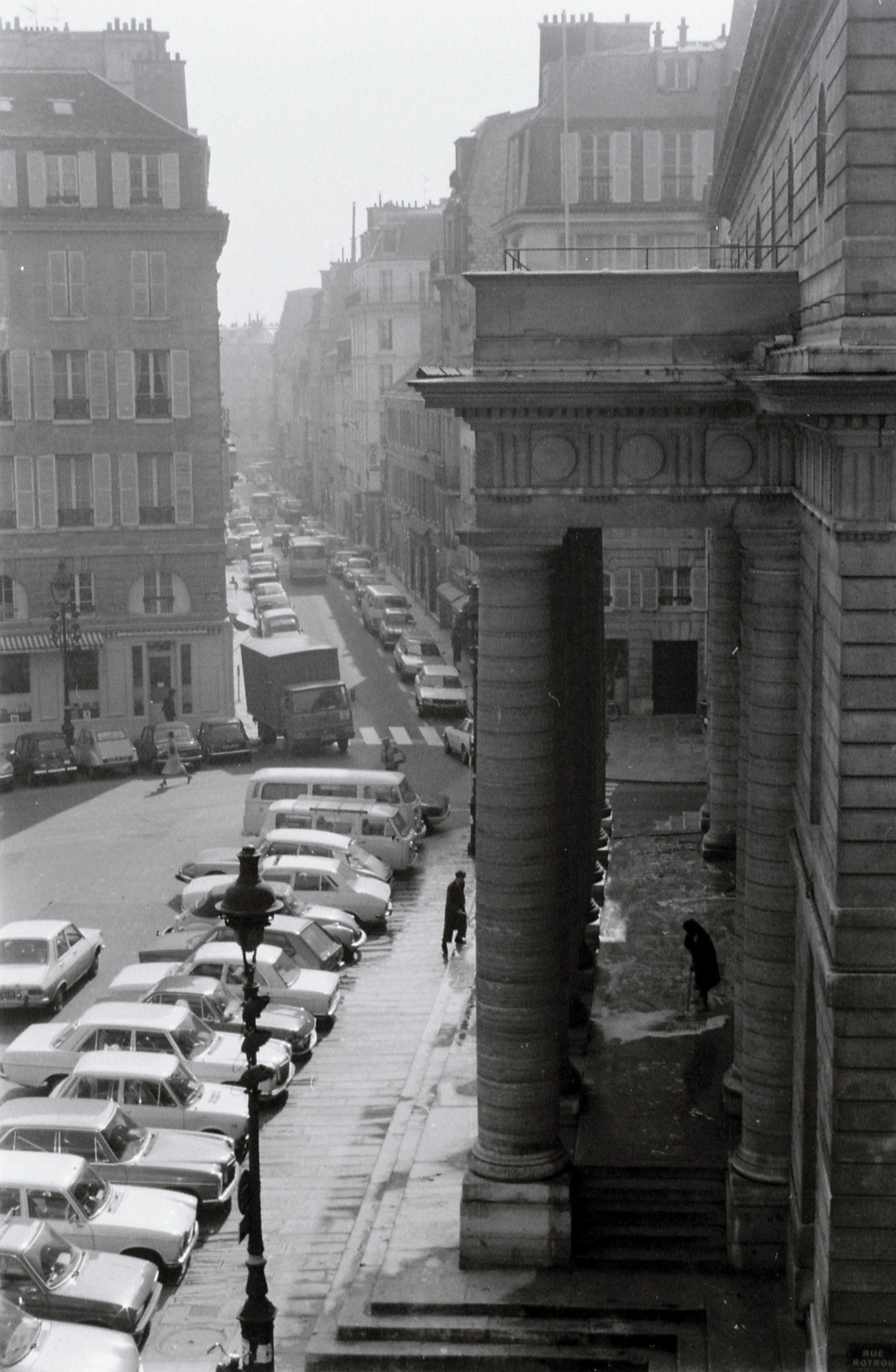